# Blepharotoma schenklingi
Blepharotoma schenklingi är en skalbaggsart som beskrevs av Moser 1919. Blepharotoma schenklingi ingår i släktet Blepharotoma och familjen Melolonthidae. Inga underarter finns listade.